# 泰勒·尼科斯
泰勒·尼科斯（Cecil Taylor Nichols，1959年3月3日—）是美國的一位演員。他最著名的作品是在1990年電影大市民中飾演Whit Stillman。他在1995年結婚並有兩個女兒。